# Maciste contro lo sceicco (film 1962)
Maciste contro lo sceicco è un film peplum del 1962 diretto da Domenico Paolella.

## Trama
Uno sceicco rapisce una ragazza di nome Isabella di cui è profondamente innamorato. Maciste viene contattato dal fidanzato di Isabella, un giovane ufficiale spagnolo di nome Antonio, per aiutarlo nell'impresa di liberare l'amata. Sbarcato in Africa Maciste trova Isabella, che si rifiuta di scappare affermando di voler sposare il perfido sceicco. Maciste non è convinto e riesce ad intrufolarsi nelle segrete del palazzo dello sceicco scoprendo che il padre di Isabella, il Duca di Malaga, è tenuto in ostaggio per costringere la fanciulla a sposarsi. Dopo una serie di imprese e di avventure, Maciste persuade lo Sceicco ad essere più clemente. Tornati a Malaga, il Duca riprende il suo posto, mentre Antonio e Isabella finalmente possono sposarsi, Maciste riparte per intraprendere nuove imprese e avventure.